# Шаунака

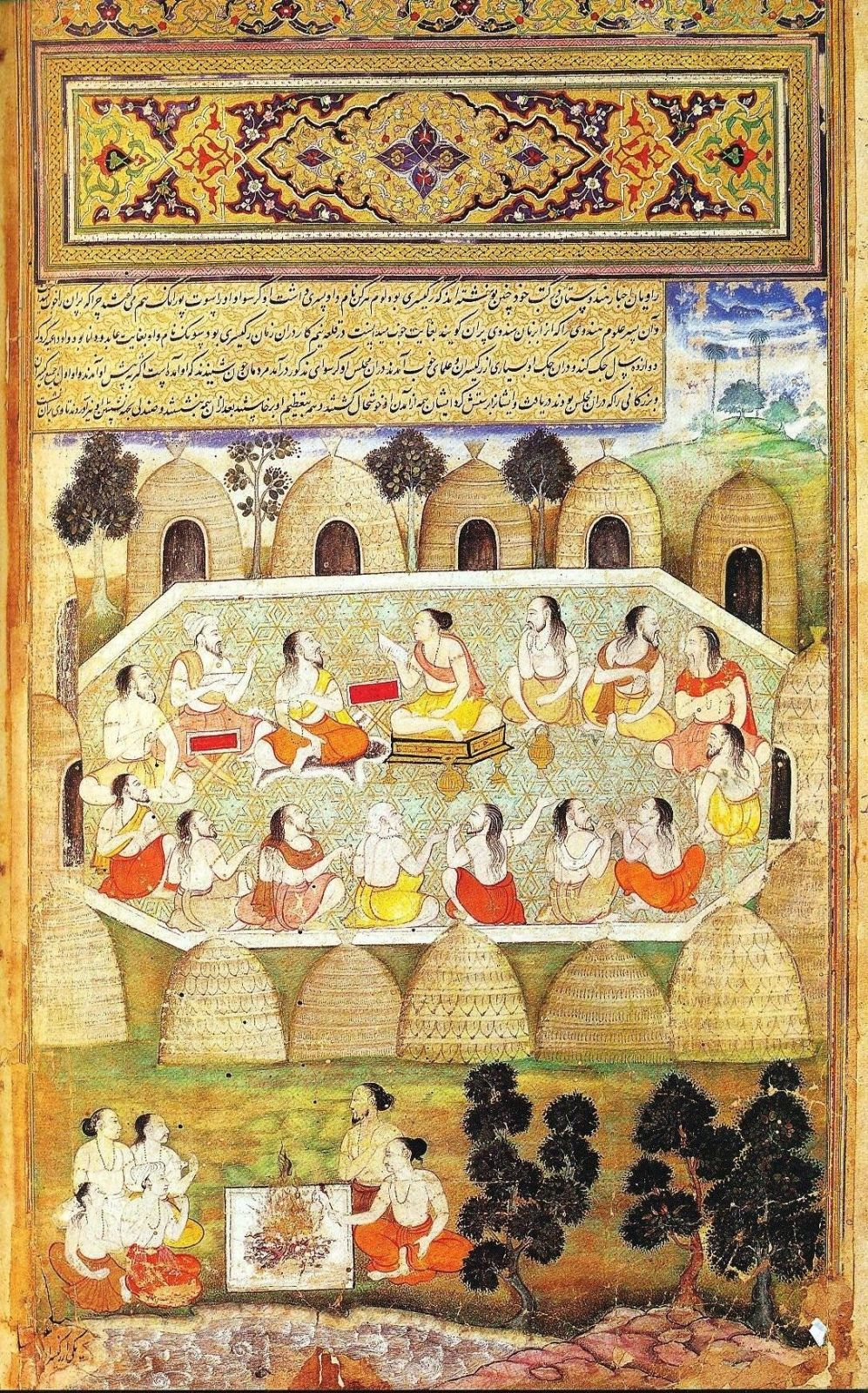
Персидская миниатюра изображающая Шаунаку произносящего шлоки из Махабхараты.

Шауна́ка (санскр. शौनक, IAST: Śaunaka) — ведийский мудрец и санскритский грамматик, авторству которого приписываются «Ригведа-пратишакхья», «Брихаддевата», «Чарана-вьюха» и пять анукрамани «Ригведы».
Согласно «Вишну-пуране», Шаунака был сыном мудреца Гритсамады и автором системы четырёх ашрамов. Иногда его отождествляют с этим ведийским риши Гритсамадой.
Утверждается, что он был учителем Катьяяны и Ашвалаяны, и объединил Башкала и Шакала шакхи «Ригведы». Шаунака играет важную роль в эпосе «Махабхарата», который был поведан ему и группе возглавляемых им мудрецов Уграшравой Саути в лесу Наймиша.
Шаунака — это также одна из шакх «Атхарваведы».